# Reinhard Pahlke
Reinhard Pahlke (* 4. März 1866 in Köln; † 6. August 1937 in Frankfurt am Main) war ein deutscher Verwaltungsjurist in Schleswig-Holstein.

## Leben
Reinhard Pahlke war der Sohn von Emil Pahlke, Oberbürgermeister von Rheydt, und seiner Frau Pauline geb. Korf.
Er studierte Rechtswissenschaft an der Eberhard Karls Universität Tübingen. 1887 wurde er im Corps Rhenania Tübingen aktiv. Nachdem er 1896 das Examen als Regierungsassessor bestanden hatte, trat er in den Verwaltungsdienst des  Königreichs Preußen. 1904 wurde er Landrat des Kreises Steinburg in Itzehoe. Im Ersten Weltkrieg war er Zivilkommissar beim Generalkommando des IX. Armee-Korps in Altona. Zum Landeshauptmann der Provinz Schleswig-Holstein gewählt, wechselte er 1923 von Itzehoe nach Kiel. 1932 pensioniert, zog er nach Wiesbaden. Er starb in einer Klinik in Frankfurt am Main. Verheiratet war er seit 1898 mit Irma Schört aus Rheydt, mit der er drei Söhne hatte.